# Вілемовиці
Вілемовиці (пол. Wilemowice, нім. Schützendorf) — село в Польщі, у гміні Каменник Ниського повіту Опольського воєводства.
Населення — 132 особи (2011).

## Демографія
Демографічна структура станом на 31 березня 2011 року:
|          | Загалом | Допрацездатний вік | Працездатний вік | Постпрацездатний вік |
| -------- | ------- | ------------------ | ---------------- | -------------------- |
| Чоловіки | 73      | 20                 | 51               | 2                    |
| Жінки    | 59      | 12                 | 32               | 15                   |
| Разом    | 132     | 32                 | 83               | 17                   |